# Hans Schmeißer
Hans Schmeißer (auch Smeisser, Schmeysser; † Ende 1502 oder Anfang 1503) war ein Gewandschneider, Dresdner Ratsherr und Dresdner Bürgermeister.

## Leben
Über Schmeißers Herkunft ist nichts bekannt. Er heiratete 1475 die einem alten Ratsgeschlecht entstammende Margarete Czugczk und bekam als Mitgift ein großes Haus am Altmarkt, dem besten Wohngebiet der Stadt. Das Haus hatte einen Wert von 700 Gulden und machte damit circa ein Drittel seines Vermögens aus. Zu dem Haus gehörten auch Stallungen mit vier Pferden, mit Schweinen und Kühen; außerdem vier Kutschen. Daneben besaß Schmeißer zwei weitere Häuser in Dresden, drei Äcker, sieben Weinberge, einen Garten und vier Scheunen. Mit einer Gewandbank am Rathaus besaß er zudem für seine Tücher einen der vornehmsten Verkaufsstände der Stadt. Bei seinem Tod hatte diese Gewandbank einen Wert von 180 Gulden. Sie ging an seinen Schwiegersohn.
Obwohl keinem der alten Ratsgeschlechter entstammend, gehörte Schmeißer zu den vornehmsten und wohlhabendsten Bürgern der Stadt Dresden. So arbeiteten bei ihm vier Dienstboten (ein Knecht, ein Fuhrknecht, eine Köchin und eine Magd). In seinem Keller lagerten historischen Überlieferungen zufolge 30 Fass Wein und elf Seiten Speck. Laut Steuerregister besaß Schmeißer 1488 1.500 Gulden Vermögen, 1502 war er mit 2.200 Gulden bereits der reichste Bürger Dresdens. In seinem Nachlass werden zahlreiche Tuche, Zinn- und Silbergefäße erwähnt.
Gerichtsakten zufolge soll Schmeißer im Streit einen anderen Mann „frevelich gerauft und bei den Haaren zum Tor geschleift haben“.
Schmeißer hatte bei seinem Tod drei verheiratete Töchter. Dazu wohnten bei ihrer Mutter zu Hause noch ein unverheirateter Sohn und zwei unverheiratete Töchter. In seinem Testament stiftete Schmeißer eine ewige Mittwochsmesse in der Kirche Unserer Lieben Frauen (Frauenkirche). 

## Politisches Wirken
Ab 1482 gehörte Schmeißer dem Dresdner Rat an. 1496 trat er als Bürgermeister erstmals an die Spitze der Verwaltung. Nach neuer Ratsordnung von 1470 gab es zu dieser Zeit stets einen regierenden und zwei ruhende Stadträte. Derselbe Rhythmus galt auch für die drei gewählten Bürgermeister. So wechselten diese auch immer in der Reihenfolge regierender – beisitzender – ruhender Bürgermeister. Schmeißer war nach 1496 noch einmal 1499 und 1502 regierender Bürgermeister.